# Amphioctopus
Amphioctopus (лат.) — род осьминогов. Представители рода обитают в тропических и субтропических водах. Встречаются преимущественно в Тихом и Индийском океанах, но их можно встретить и в Атлантике. Для них характерны руки, длина которых примерно в два-три раза превышает длину мантии, с глубокими боковыми и очень мелкими спинными перепонками. Типовой вид — Amphioctopus membranaceus (Quoy & Gaimard, 1832), первоначально описанный как Octopus membranaceus Quoy & Gaimard, 1832.

## Виды
На январь 2024 года в род включают 16 видов:
- Amphioctopus aegina (J. E. Gray, 1849)
- Amphioctopus arenicola Huffard & Hochberg, 2005
- Amphioctopus burryi (G. L. Voss, 1950)
- Amphioctopus exannulatus (Norman, 1993)
- Amphioctopus fangsiao (d’Orbigny [in A. Férussac & d’Orbigny], 1839—1841)
- Amphioctopus kagoshimensis (Ortmann, 1888)
- Amphioctopus marginatus (Taki, 1964)
- Amphioctopus membranaceus (Quoy & Gaimard, 1832)
- Amphioctopus mototi (Norman, 1993)
- Amphioctopus neglectus (Nateewathana & Norman, 1999)
- Amphioctopus ovulum (Sasaki, 1917)
- Amphioctopus polyzenia (J. E. Gray, 1849)
- Amphioctopus rex (Nateewathana & Norman, 1999)
- Amphioctopus robsoni (Adam, 1941)
- Amphioctopus siamensis (Nateewathana & Norman, 1999)
- Amphioctopus varunae (Oommen, 1971)